# Immeuble CGA
L'immeuble de la CGA (CGA est le sigle de « Caisse générale accidents ») se situe à Nantes, dans le département français de la Loire-Atlantique. Il a reçu le label « Patrimoine du XXe siècle », avant d'être inscrit aux Monument historique par l'arrêté du 10 juillet 2015,.

## Localisation
L'immeuble se trouve nos 14-16 rue Racine, dans le centre-ville.

## Présentation
La Caisse générale accidents (CGA), fondée en 1905 à Nantes, confie en 1932 à l'architecte Henri Vié la conception de son siège social. L'immeuble, est construit en béton dans le plus pur style Art déco, tout en imitant la pierre apparente. Sa réalisation est confiée à l'entrepreneur Jean Le Guillou.
La façade fait penser à un hôtel particulier parisien avec son porche encadré de deux ailes, donnant sur une cour intérieure qui permettrait l'accès à des bâtiments forment un « U » (façon Palais de l'Élysée). En  réalité, il n'en est rien, les bâtiments bordant la rue Racine sont coiffés d'un toit-terrasse dont une partie aménagée.
À l'intérieur, il est constitué d'un hall d'entrée au sol de mosaïque, signé Graziana, desservant deux cages d'escaliers. Ce hall donne aussi sur une grande salle de guichet sous une immense voûte de pavés de verre cimentée.
Il accueille des logements aux étages et, au rez-de-chaussée, le siège de la société d'économie mixte Nantes-métropole gestion équipements, chargée notamment de la gestion du stationnement, ainsi que divers équipements de loisirs de la ville et de Nantes Métropole.

## Galerie

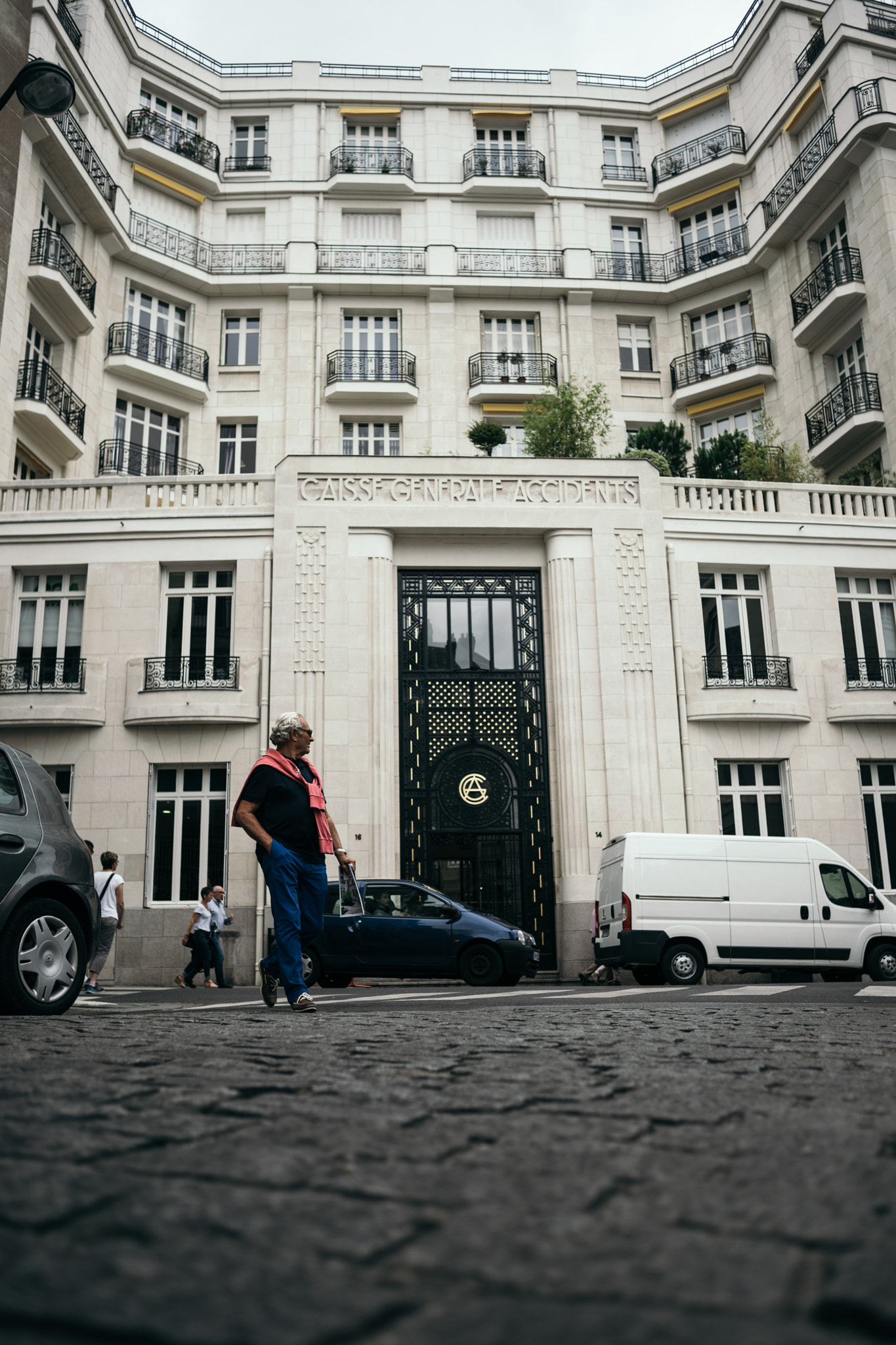
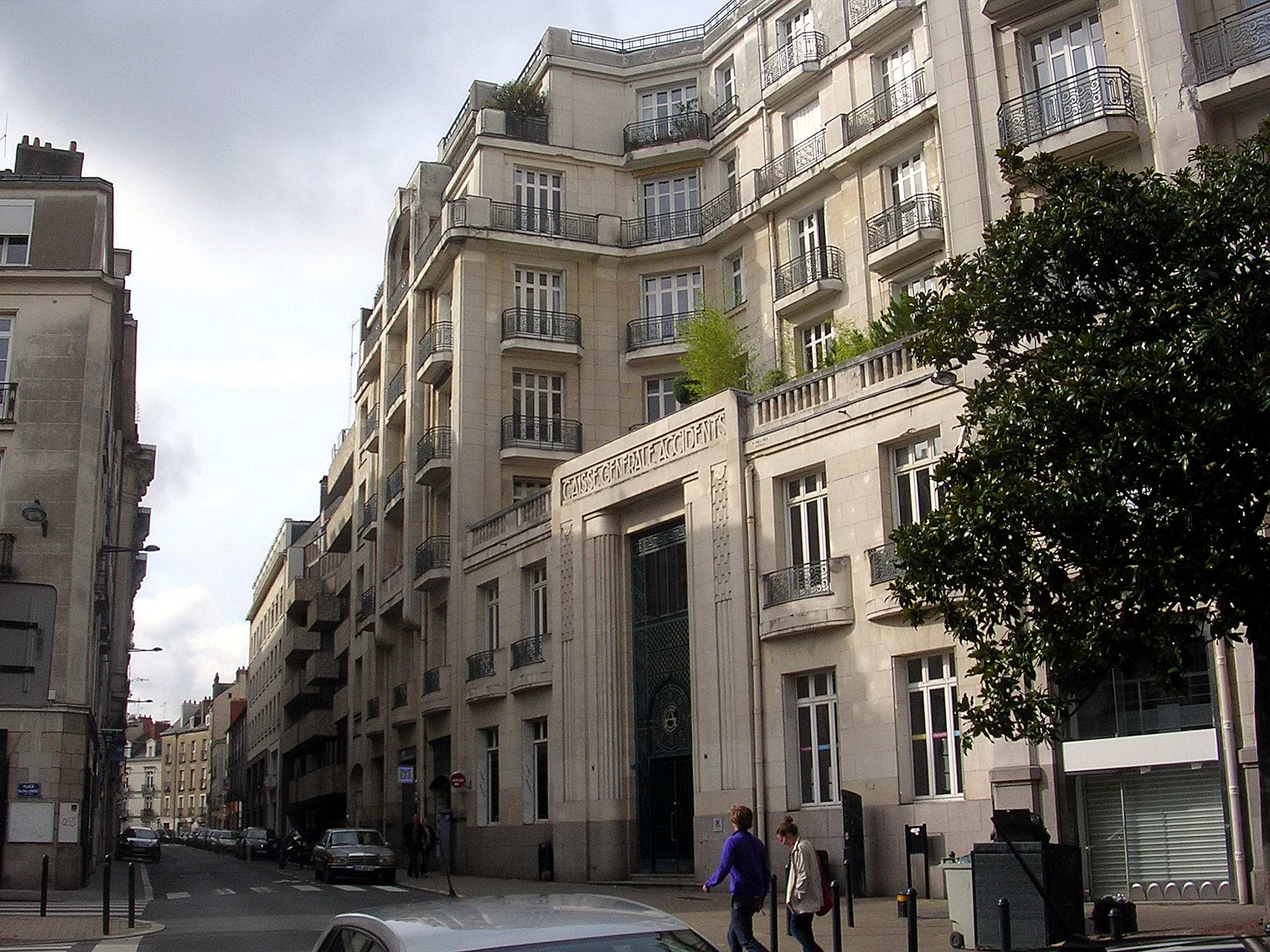
Vue de l'immeuble dans la rue Racine.
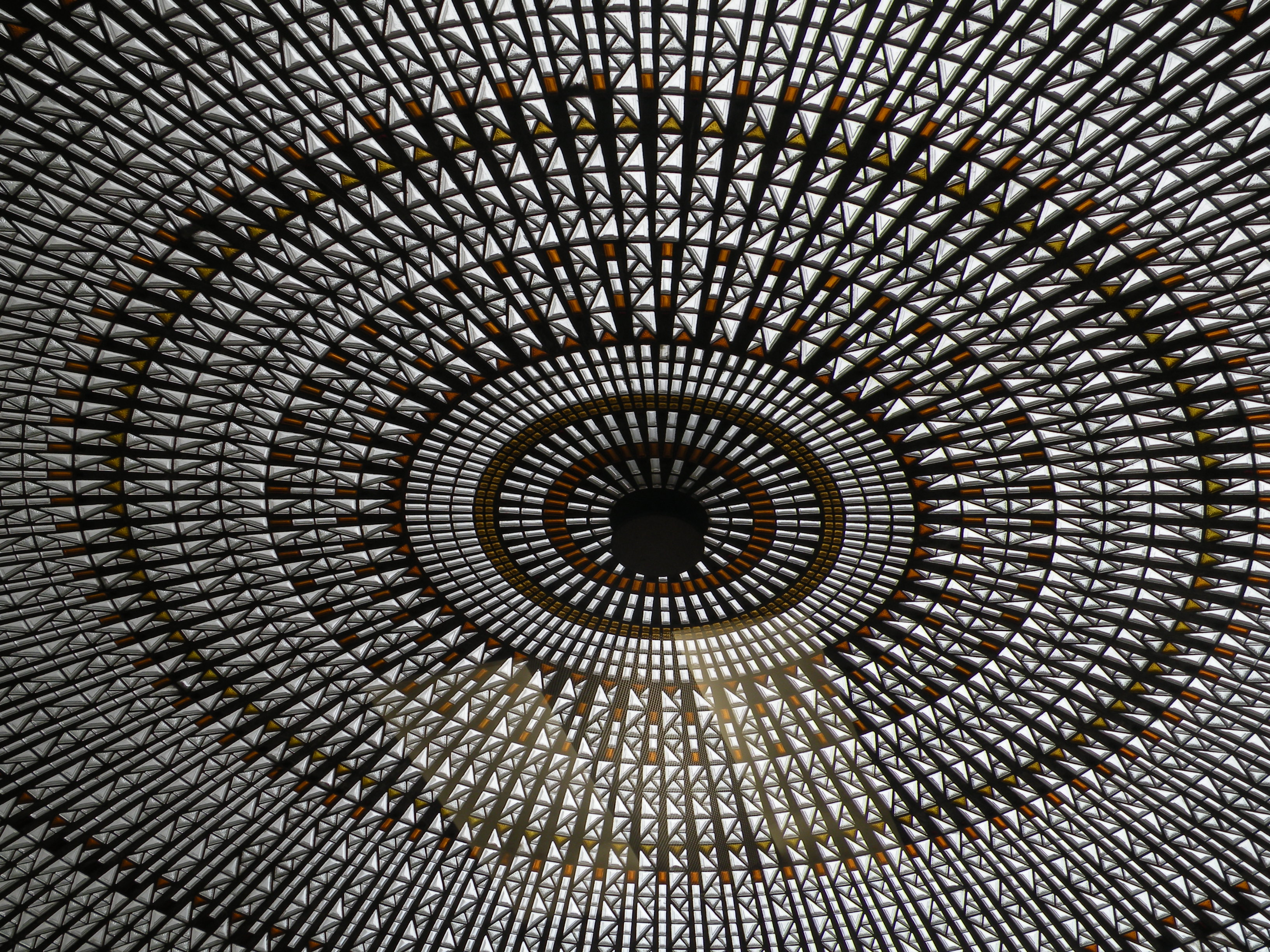
Détail de la coupole du hall.